# Amayé-sur-Orne
Amayé-sur-Orne – miejscowość i gmina we Francji, w regionie Normandia, w departamencie Calvados.
Według danych na rok 1990 gminę zamieszkiwały 722 osoby, a gęstość zaludnienia wynosiła 136 osób/km² (wśród 1815 gmin Dolnej Normandii Amayé-sur-Orne plasuje się na 313. miejscu pod względem liczby ludności, natomiast pod względem powierzchni na miejscu 858.).